# Viçvakarman
Viçvakarman (Constructorul) este arhitectul divin, artizanul universal în mitologia vedică (Cel care face totul, Cel priceput la orice, Atoateziditorul), socotit uneori o ipostază a lui Brahmā sau el însuși transferându-se în ipostazele Bhauvana și Tvástar. Viçvakarman clădește palatele transterestre ale zeilor.